# Bușteni
Bușteni je jedním ze 14 měst rumunské župy Prahova. Bușteni je horské město.

## Sport
Lyžování a horolezectví. V letech 2013 a 2014 se zde konal Světový pohár v ledolezení.

## Galerie

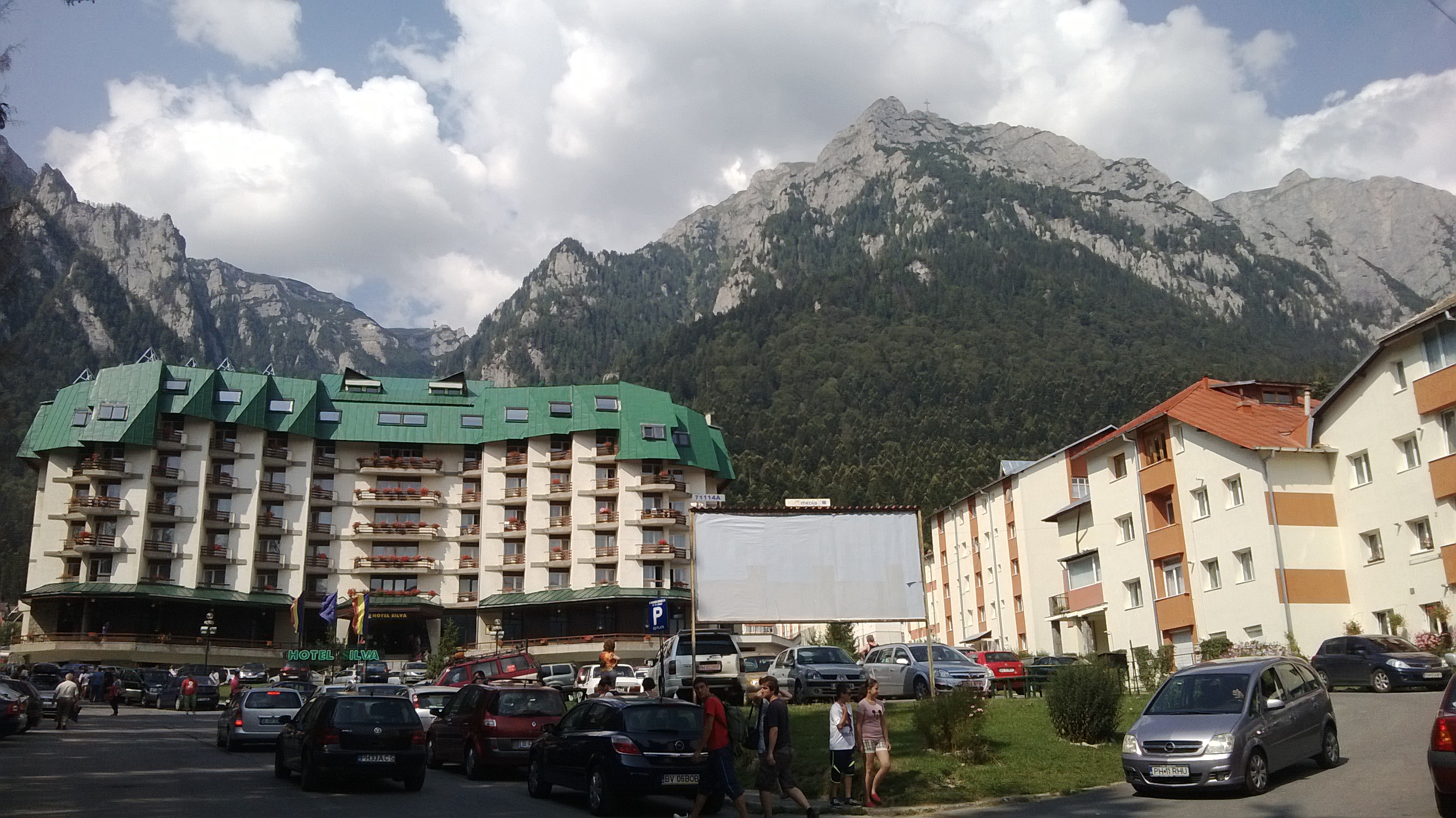
Bușteni a pohoří Bucegi
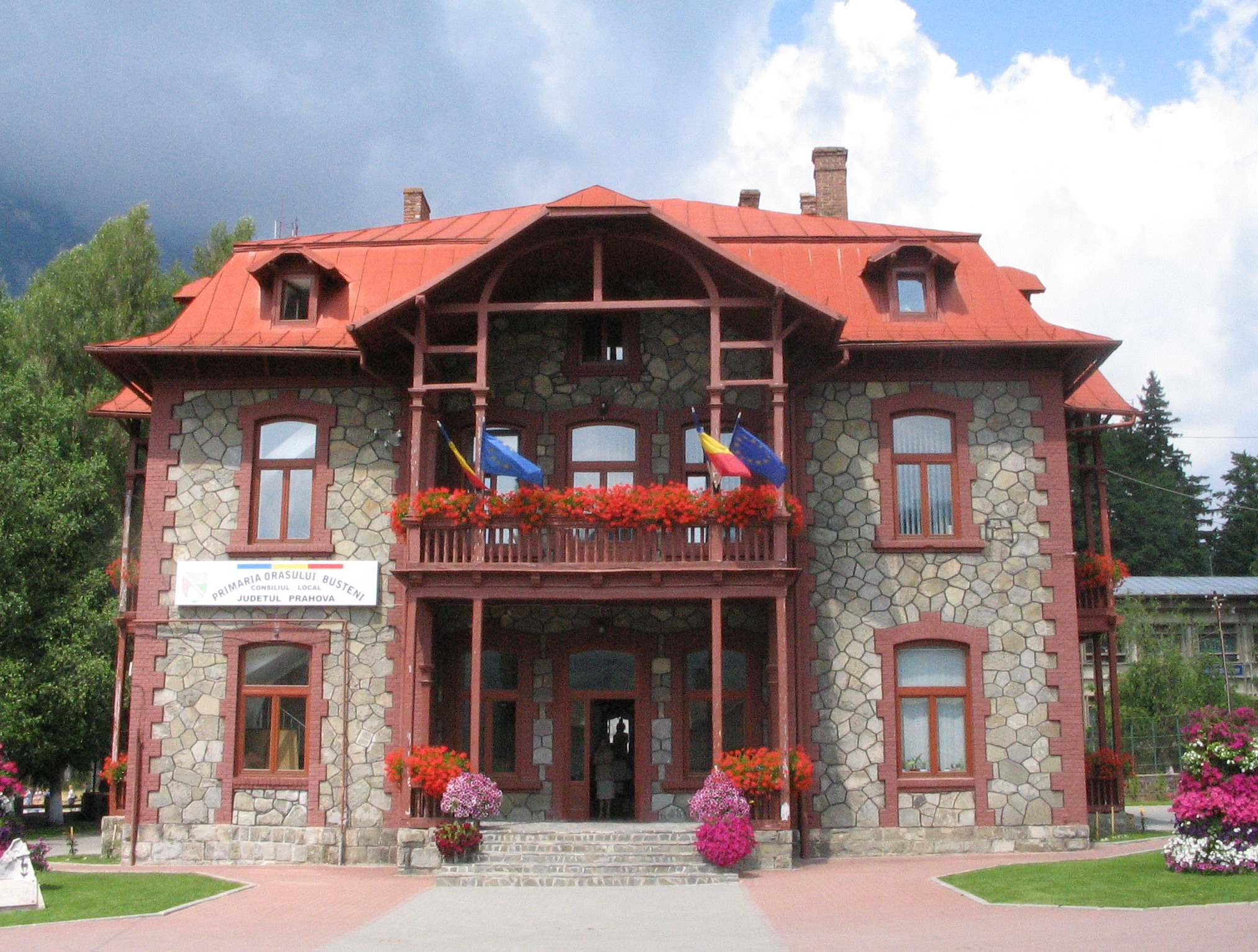
Radnice
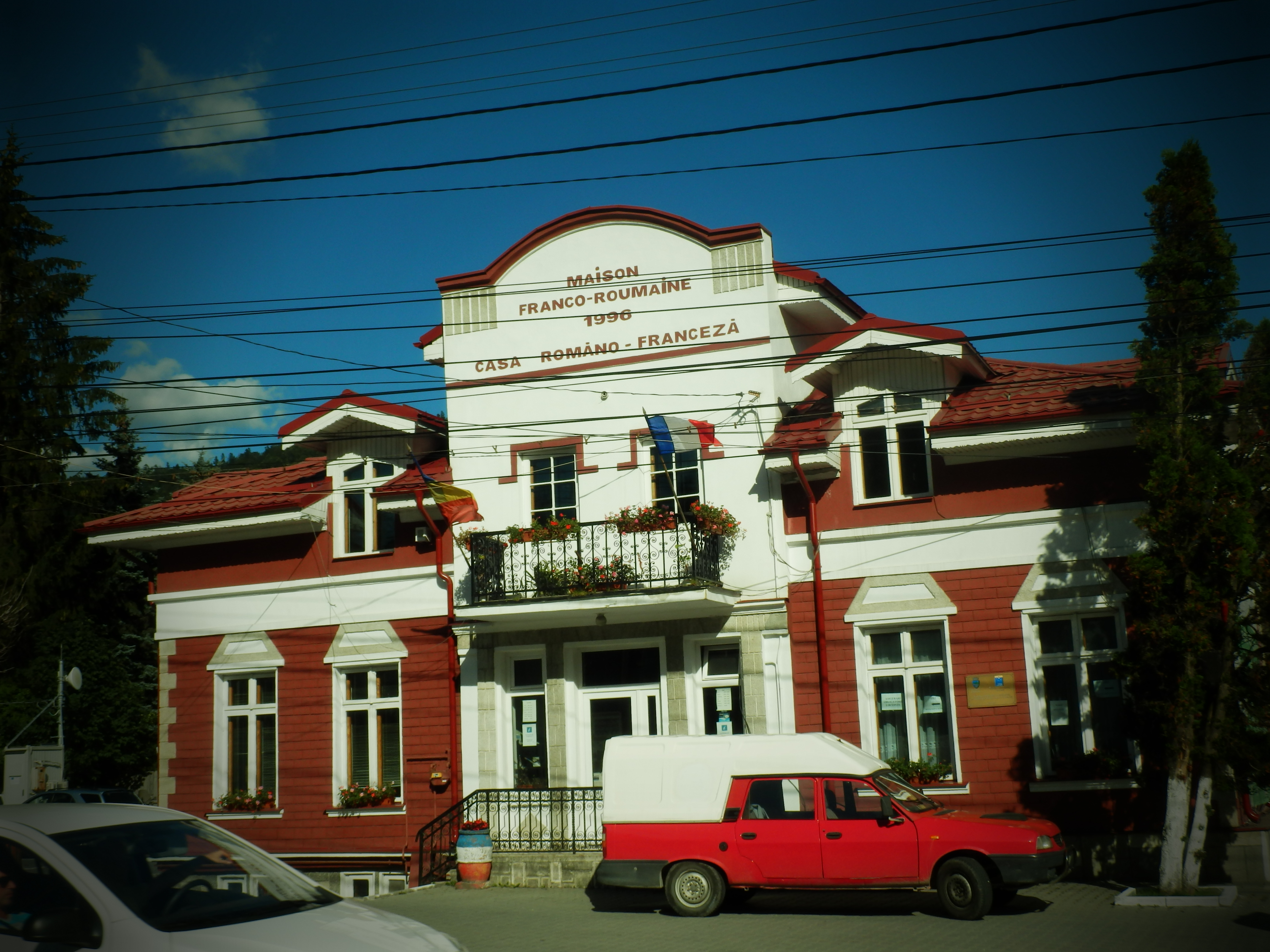
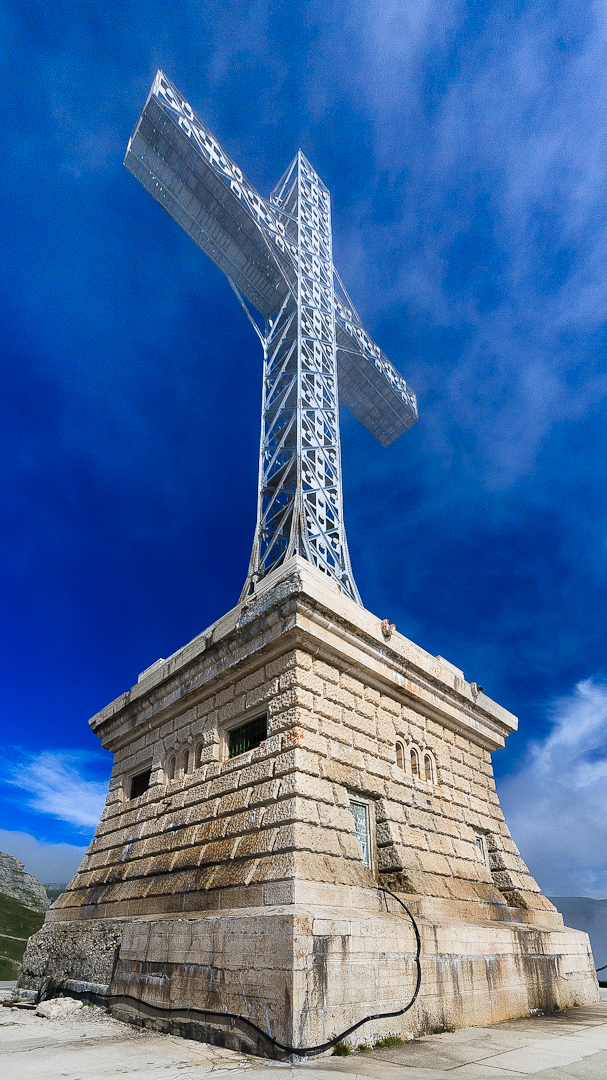
Kříž hrdinů na hoře Caraiman
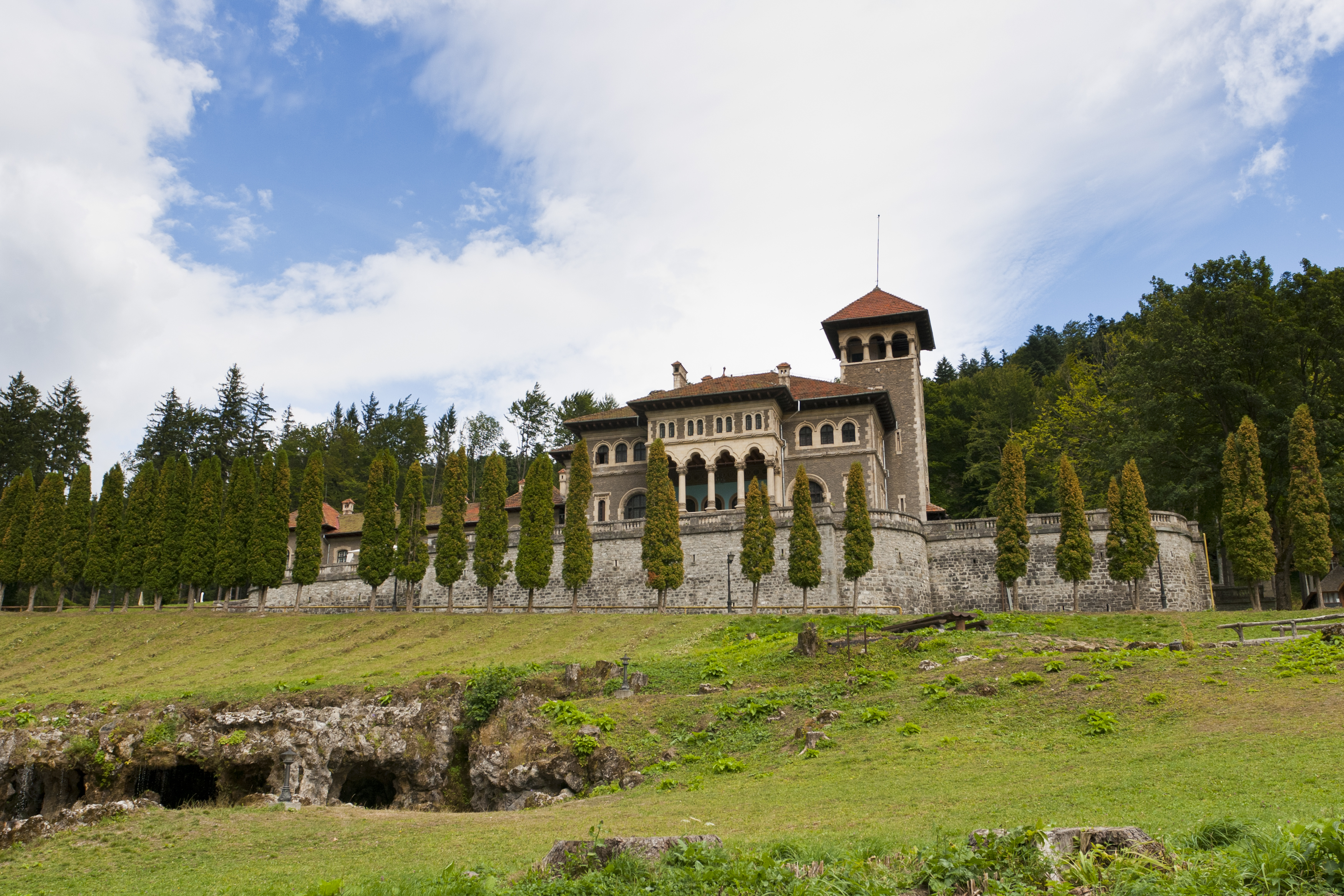
zámek Cantacuzino
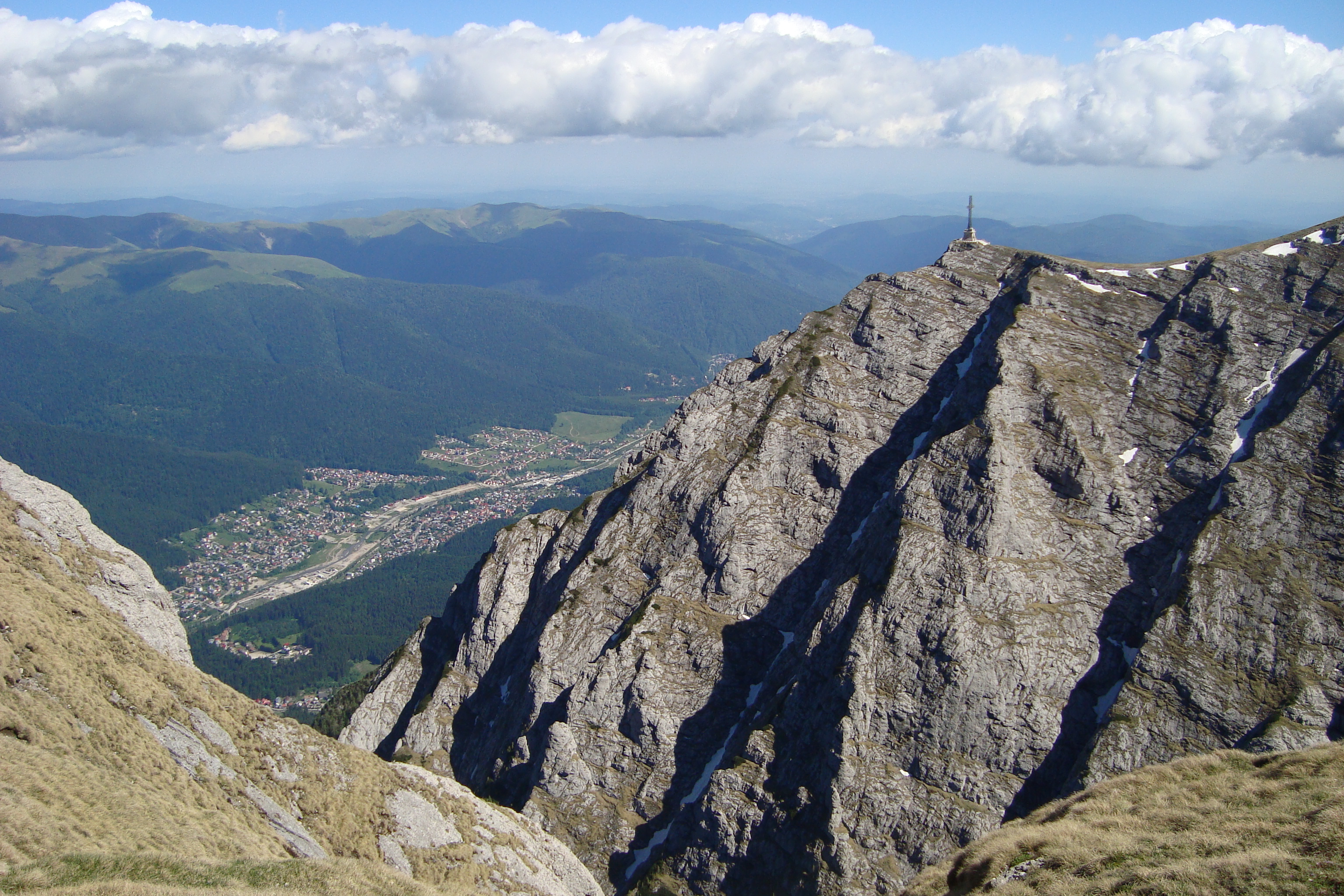
hory